# Welt der verlorenen Träume/Die größte Schau
Welt der verlorenen Träume/Die größte Schau, pubblicato nel 1964, è un 45 giri della cantante italiana Mina.

## Tracce
1. Welt der verlorenen Träume - 2:47 -
 (Udo Westgard-Ernst Bader) 1964
2. Die größte Schau (È inutile) - 1:58 -
 (Ricky Gianco-Gian Pieretti-Testo tedesco: Fini Busch) 1964

## Storia
Welt der verlorenen Träume
Brano composto da Udo Westgard ed Ernst Bader.
Die größte Schau (È inutile)
Versione in tedesco di un brano di Mina pubblicato in Italia nel 1964 in un'Extended play, contenente anche Città vuota (It's a Lonely Town) e Valentino vale.
Il disco è stato pubblicato soltanto in Germania.

## Versioni Tracce
- È inutile

versione originale italiano, vedi Brava!